# Ormocer
Ormocere (Wortschöpfung aus organically modified ceramics) wirken als multifunktionelle Schutzschichten auf vielen Materialien. Ferner sind sie eine in der Zahnmedizin zur direkten Füllungstherapie eingesetzte Werkstoffklasse. In den 80er-Jahren wurde am Fraunhofer-Institut für Silicatforschung (ISC) an damals ORMOSILE genannten Werkstoffen geforscht, welche auf grundlegende Forschungen des Glaswissenschaftlers Horst Scholze zurückgehen. Der Begriff ORMOCER hierfür wurde ab 1989 verwendet.

## Zusammensetzung
Ormocere bestehen aus drei Komponenten – den organischen und den anorganischen Komponenten sowie den Polysiloxanen – wobei sich mit unterschiedlicher Beimengung der drei Gruppen die mechanischen, thermischen sowie optischen Eigenschaften steuern lassen:
- Die organischen Polymere beeinflussen die Polarität, Vernetzungsvermögen, Härte und optisches Verhalten.
- Die Gläser und Keramikanteile (anorganische Bestandteile) sind verantwortlich für die thermische Ausdehnung sowie die chemische und thermische Stabilität.
- Die Polysiloxane beeinflussen die Elastizität, die Grenzflächeneigenschaften und die Verarbeitung.

## Industrielle Anwendungsbeispiele
- Mechanische Schutzschichten für empfindliche Oberflächen (kratz- und abriebfest)
- Erhöhung der chemischen Beständigkeit (Korrosionsschutz)
- Barriereschichten für Gase, Lösungsmittel, Aromastoffe, Ionen dekorative Schichten
- Antireflexschichten
- hydrophile/-phobe, oleophile/-phobe Funktionen (Antihaft-Schichten)
- Antistatikschichten
- Sensorschichten (für Gase und Ionen)
- Klebersysteme (z. B. für Lichtwellenleiter)
- dotierte optische Schichten für die Photonik
- Pulver- und Wasserlacke
- für die Lederzurichtung
- Dielektrika für die Aufbau- und Verbindungstechnik
- Passivierung, Isolierung und Kapselung für die (Mikro-)Elektronik
- Optische Leiterstrukturen als Verbindungen und Schalter für die Optoelektronik
- Substrate und Schichten für mikromechanische Anwendungen
- Feststoffionenleiter (Li+/H+) für Batterien, Superkondensatoren, Brennstoffzellen und elektrochrome Fenster

## Anwendung in der Zahnmedizin
Ähnlich den dentalen Kompositwerkstoffen werden Ormocere als Füllungsmaterial verwendet und über ein Dentinbondigsystem und Schmelzätzung am Zahn verankert. Bei den bisherigen zahnmedizinischen Ormoceren wurden zur besseren Verarbeitbarkeit und zur Einstellung der Viskosität der Matrix noch weitere Methacrylate zur reinen Ormocer-Chemie hinzugefügt (neben Initiatoren, Stabilisatoren, Pigmenten und anorganischen Füllkörpern). In klinischen Studien konnte gezeigt werden, dass die unterschiedlichen Füllungsmaterialien ähnliche Erfolgsraten aufweisen.